# لورنزو گوئرینی
لورنزو گوئرینی (انگلیسی: Lorenzo Guerini؛ زادهٔ ۲۱ نوامبر ۱۹۶۶) سیاست‌مدار اهل ایتالیا است، که هم‌اکنون به‌عنوان وزیر دفاع ایتالیا فعالیت می‌کند. وی برندهٔ جوایزی همچون نشان شایستگی جمهوری ایتالیا شده‌است.